# Jan Fondaliński

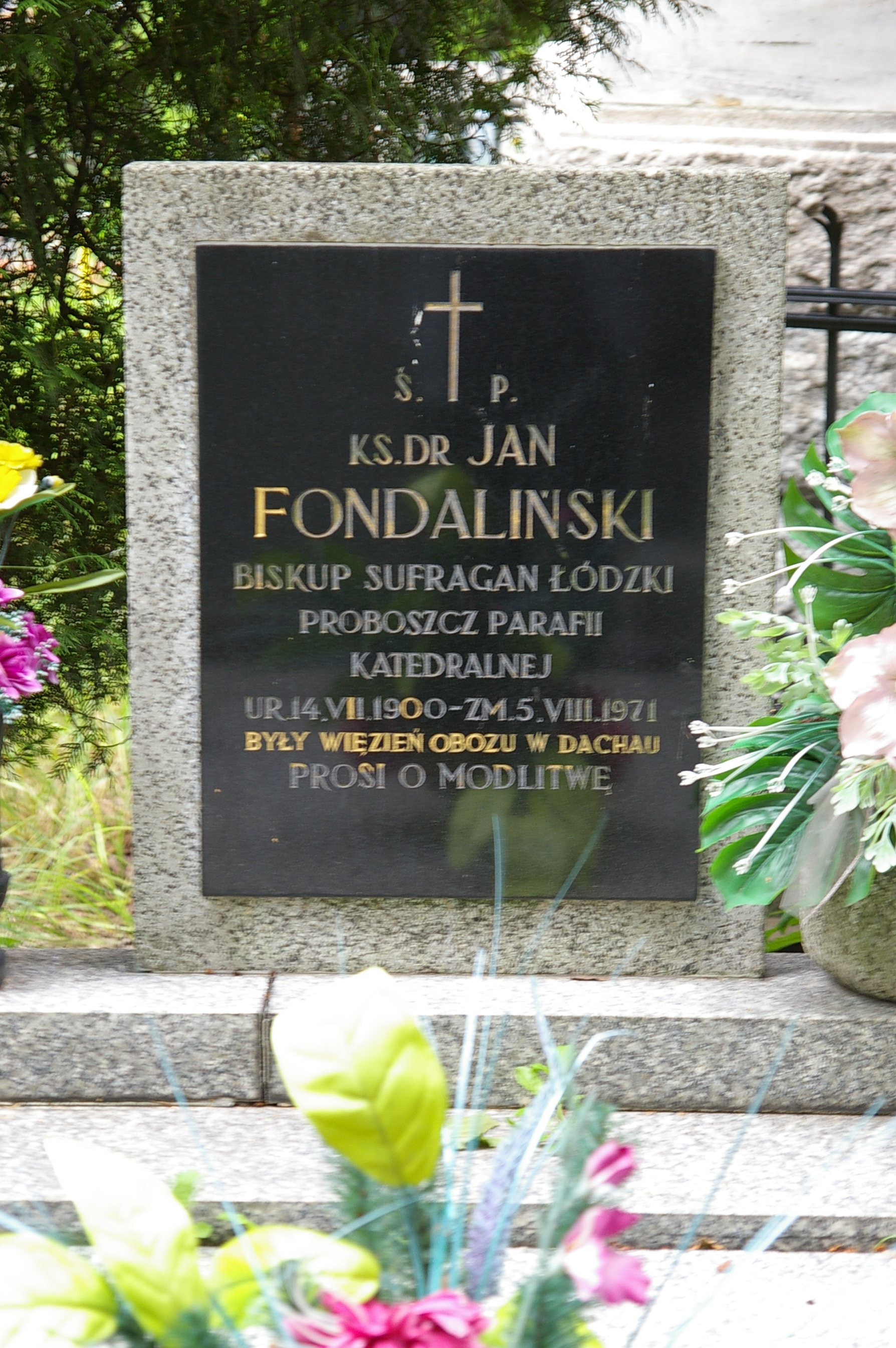
Nagrobek Jana Fondalińskiego na Starym Cmentarzu w Łodzi

Jan Fondaliński (ur. 14 lipca 1900 w Wyśmierzycach, zm. 5 sierpnia 1971 w Łodzi) – polski duchowny rzymskokatolicki, biskup pomocniczy łódzki w latach 1957–1971.

## Życiorys
Urodził się 14 lipca 1900 w Wyśmierzycach. Ukończył gimnazjum filologiczne w Sandomierzu. Kształcił się w seminarium duchownym w Łodzi. 30 listopada 1924 przyjął święcenia kapłańskie z rąk biskupa Wincentego Tymienieckiego. Po krótkim okresie pracy duszpasterskiej w diecezji łódzkiej uzupełniał studia w Louvain i Lwowie, gdzie w 1933 uzyskał stopień kandydata nauk pedagogicznych. W 1936 na wydziale teologicznym Uniwersytetu Jana Kazimierza we Lwowie uzyskał magisterium. Pełnił funkcje prefekta oraz ojca duchownego łódzkiego seminarium duchownego, administratora parafii dziekana w Brzezinach Łódzkich. Wywieziony do obozu koncentracyjnego w Dachau. Po wyzwoleniu pracował jako prefekt w szkole polskiej w Paryżu, studiował na Uniwersytecie Paryskim.
Po powrocie do Polski kontynuował studia na Katolickim Uniwersytecie Lubelskim, nostryfikował dyplomy zagraniczne. W 1948 uzyskał magisterium z filozofii, a w 1950 doktorat z teologii. Zajmował się pracą pedagogiczną w szkolnictwie kościelnym, prowadził wykłady z teologii ascetycznej, psychologii, pedagogiki i katechetyki w Studium Wyższej Wiedzy Religijnej w Łodzi oraz w łódzkim seminarium duchownym, gdzie ponownie został ojcem duchownym.
W latach 1951–1961 był administratorem parafii św. Wojciecha w Łodzi.
3 czerwca 1957 został mianowany biskupem pomocniczym diecezji łódzkiej ze stolicą tytularną Doberus. Święcenia biskupie przyjął 8 września 1957. Był referentem spraw zakonnych w łódzkiej kurii biskupiej, sędzią synodalnym sądu biskupiego, scholastykiem, a następnie dziekanem kapituły katedralnej i wikariuszem generalnym. 15 października 1960 został proboszczem parafii katedralnej w Łodzi.
W latach 1962–1965 uczestniczył w I i IV sesji soboru watykańskiego II.
W 1959 był współkonsekratorem podczas sakry biskupa pomocniczego łódzkiego Jana Kulika.
Pochowany w krypcie kapituły katedralnej łódzkiej na Starym Cmentarzu w Łodzi przy ulicy Ogrodowej.